# مونتيفرانكو
مونتيفرانكو (بالإيطالية: Montefranco)‏ هي بلدية في مقاطعة تيرني في إقليم أومبريا الإيطالي.

## السكان
في سنة 1861 بلغ عدد السكان 1٬247 نسمة، وتطور العدد ليصل في سنة 2011 لـ 1٬289 نسمة.
يظهر هذا المخطط البياني تطور النمو السكاني لـ مونتيفرانكو